# Foresight Linux
Foresight Linux – dystrybucja systemu operacyjnego GNU/Linux. Wyróżnia się między innymi zawsze najnowszą wersją środowiska graficznego GNOME oraz pozostałych programów. Jej twórcą jest Ken VanDine, a obecnie nad rozwojem systemu pracuje wielu programistów. Foresight Linux korzysta z systemu zarządzania pakietami o nazwie Conary. Oprócz edycji dla komputerów PC dystrybucja ta dostępna jest również w wersji Mobile przeznaczonej m.in. dla netbooków.